# 走火入魔
走火入魔指在进行气功练习时，因意外情况造成的轻度精神病症状。严重者可发展至器质性神经系统疾病。
- 在氣功修鍊中，會因個人體質跟心理狀態的不同有許多奇特的現象產生，因為有了偏差（泛指心理跟生理上的）而造成氣血運行不順，引發血管或心臟疾病，神經叢收縮，進而產生幻象或幻聽的現象。
- 在練習氣功期間，必須要呼吸自然，不要在專注肌肉緊繃或「氣感[1]」在那裡期間，不知不覺下閉了呼吸，人便會休克，傷了腦部。
- 最重要的是，此時氣功已經在自己的意志下呼吸，而不是出於自然了（已經自我催眠），如果當時由於一些外來引導，胡思亂想，或自我潛意識作用，有可能引起呼吸困難，或做出不能自己控制的潛藏心裡的動作，等傷害自己的後果。

## 註解
1. ↑  「氣感」通常指下述的生理反應：
  1. 當深度放鬆時，微血管的微循環旺盛起來時的各種感覺，多數是暖，如果還有麻癢的話，中醫還說這是有「風」。初學者常說這是「氣到指尖」。
  2. 呼吸深長，血氣旺盛，肢體大腦得到充足供血供氧時的精神爽利感覺。常被描述為「感到一股氣湧上來」，甚至是大小周天運行，內力增進等。
  3. 進入類似默劇或自我催眠的狀態，嘗試用意識去影響不容易控制的部位時的感覺（內臟之類的不隨意肌）。有時肢體還會處於一種平時很少會做的姿勢下（不同的樁功），重心、負重位置都跟慣常的有所不同，再配合設想和呼吸，因而刺激到一些平時很少運動的位置以至內臟器官，使之都得到運動，為習練者帶來一種不常見，但又很愜意的個人境界經歷。這往往會被稱為以意導氣，以氣導體，以至打通手少陰心經、手太陰肺經……等等。
  4. 神經的生物電反應，例如肉跳、眼眉跳、以至抽筋等。如果這些反應是氣功修習著希望它發生的，或者在控制和預期下發生的，可能會說這是「神功大成」了；如果是不想它發生的，或者失控地發生的，就叫「出偏差」，以至「走火入魔」